# Doradite de Landbeck
Pseudocolopteryx citreola
Espèce
Statut de conservation UICN

 LC  : Préoccupation mineure
Le Doradite de Landbeck (Pseudocolopteryx citreola), aussi appelé Doradite citréole et Doradite citrine, est une espèce de passereaux de la famille des Tyrannidae,.

## Distribution
Cet oiseau vit au centre du Chili et à l'ouest de l'Argentine. Il passe ses hivers en Bolivie,,.

## Systématique
Cette espèce est monotypique selon la classification de référence du Congrès ornithologique international (version 9.1, 2019).